# Lodi Gardens

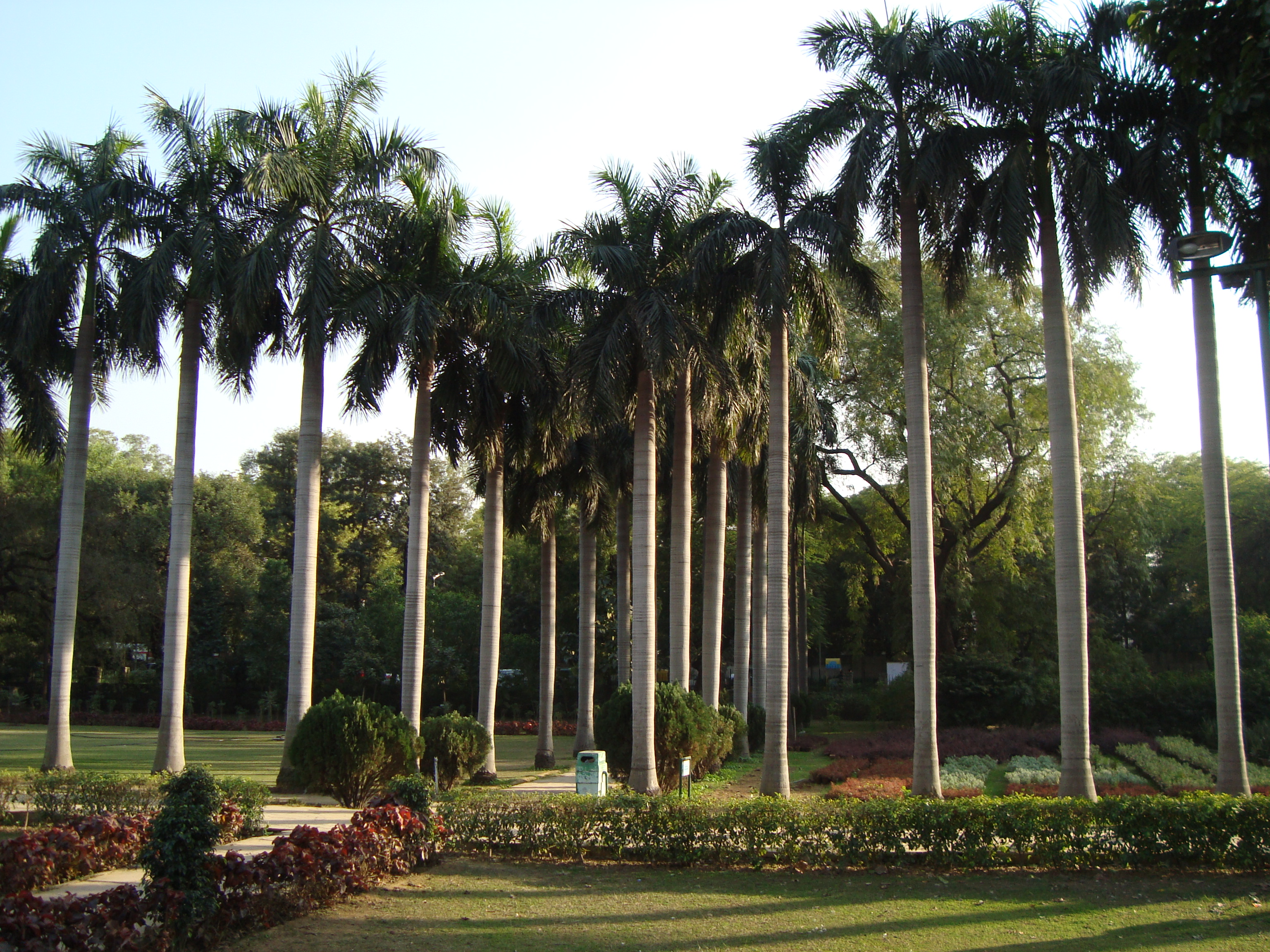
Palmbomen in de Lodi Gardens

Lodi Gardens of soms ook Lodhi Gardens (Hindi: लोधी उद्यान Lōdhī udyāna) is een park gelegen in de Indiase stad Delhi. Het park heeft een oppervlakte van 360.000 m². In het park bevinden zich enkele mausolea en andere bouwwerken uit de 15e en 16 eeuw, die gebouwd zijn door de Lodi's. Het park ligt aan de Lodhi Road, tussen het 1 km westelijk gelegen Mausoleum van Safdarjung en 2 km oostelijk gelegen Mausoleum van Humayun. Het park wordt gebruikt door de stadbewoners om er te wandelen en te picknicken.

## Bouwwerken
In het midden van het park bevindt zich de Bara Gumbad (Grote Koepel). Dit monument omvat naast het gebouw met de enorme koepel nog meerdere bouwwerken waaronder een driekoepelige moskee en een gastenverblijf. Tegenover de Bara Gumbad is de Shish Gumbad (Glazen Koepel) zogenoemd vanwege de geglazuurde tegels die in de constructie zijn gebruikt. Even verderop in noordelijke richting is het Mausoleum van Muhammad Shah gelegen, een achthoekig bouwwerk met drievoudige arcades en een op een tamboer rustende koepel met daaromheen acht kleine paviljoens, chhatri geheten. Hier in de buurt bevindt zich een zevenbogige brug, Athpula geheten. In het westen van het park is het Mausoleum van Sikandar Lodi gelegen, die veel overeenkomsten vertoont met het Mausoleum van Muhammad Shah.

## Galerij

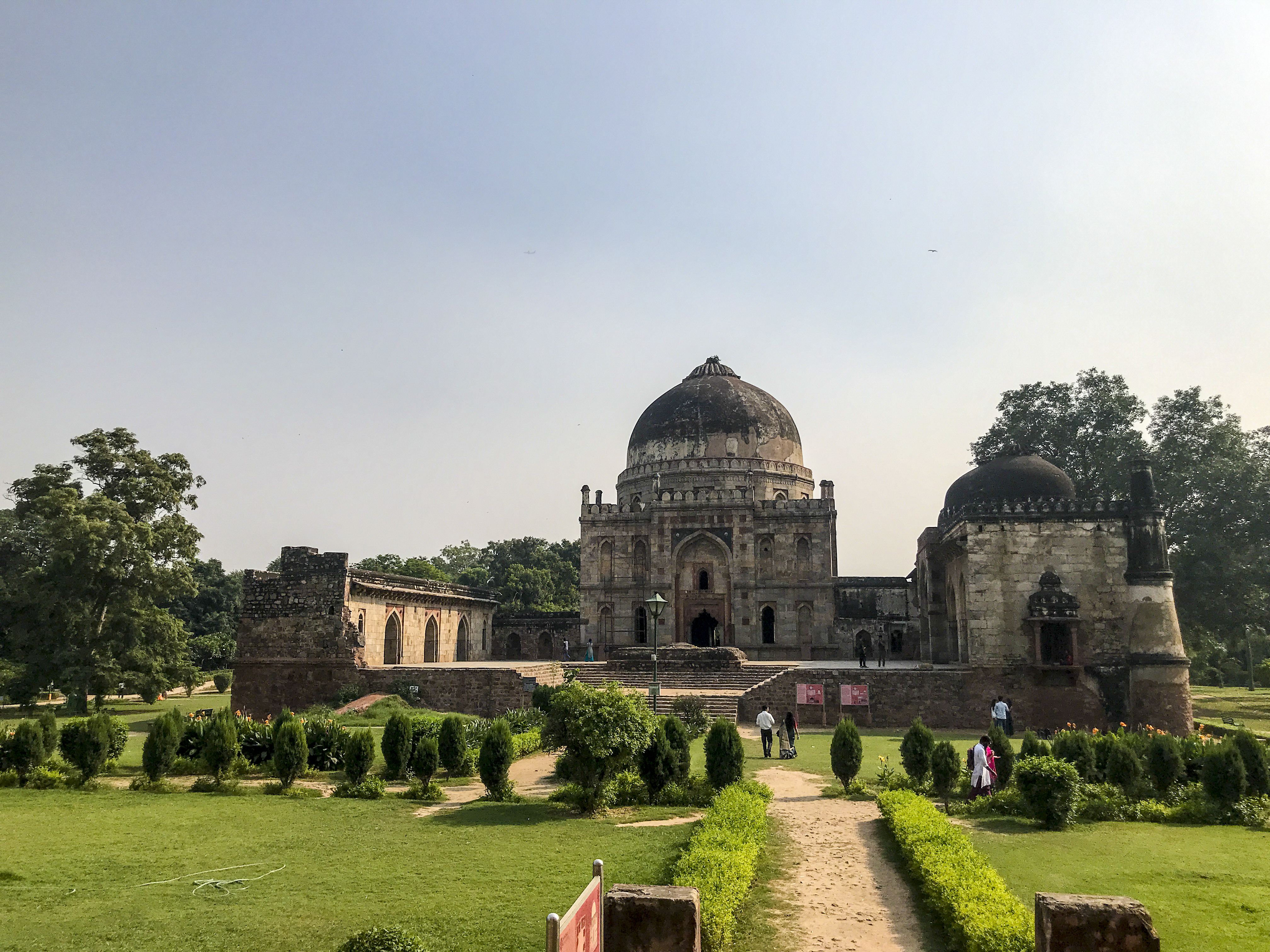
Bara Gumbad
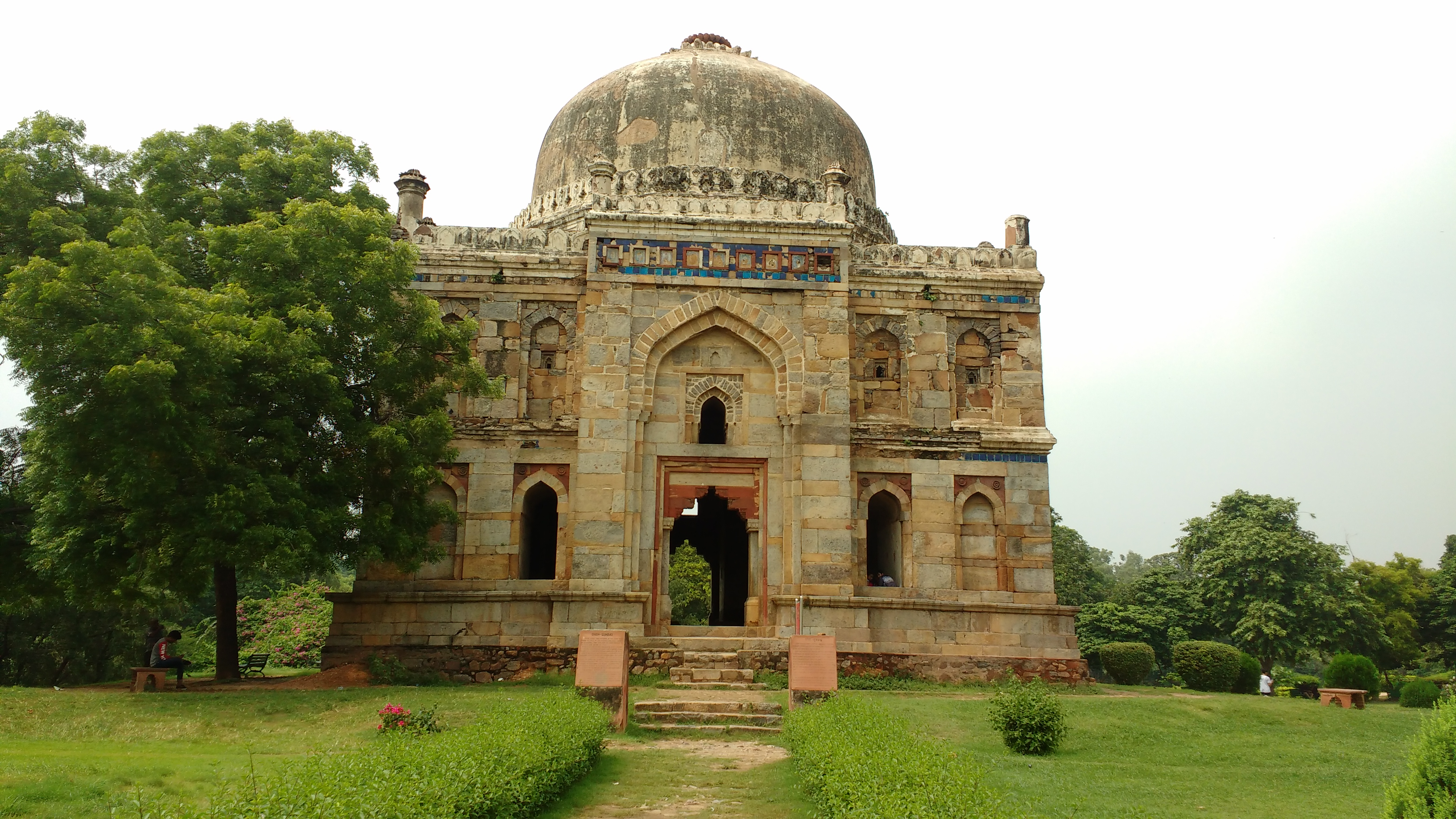
Shish Gumbad
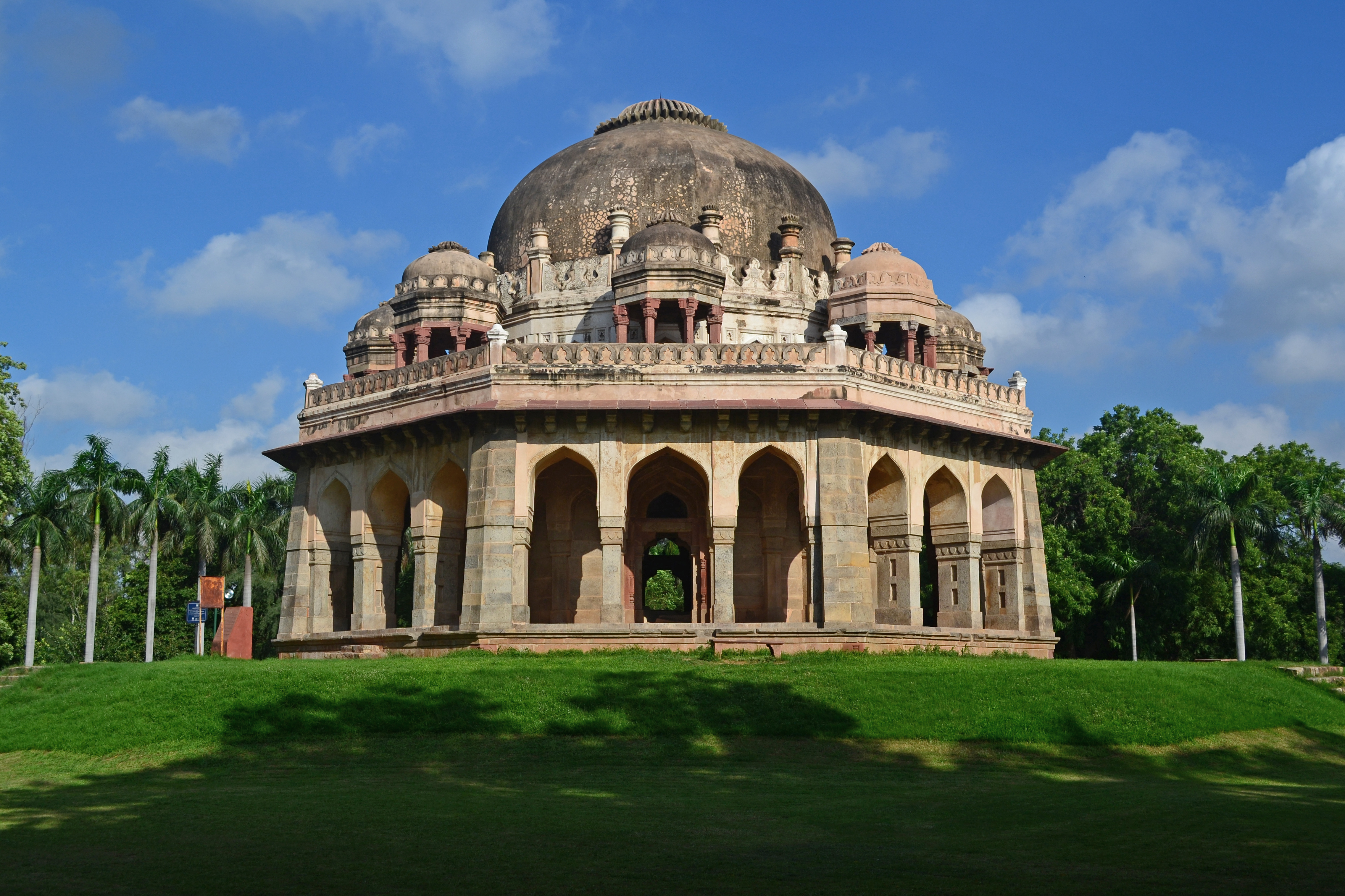
Mausoleum van Muhammad Shah
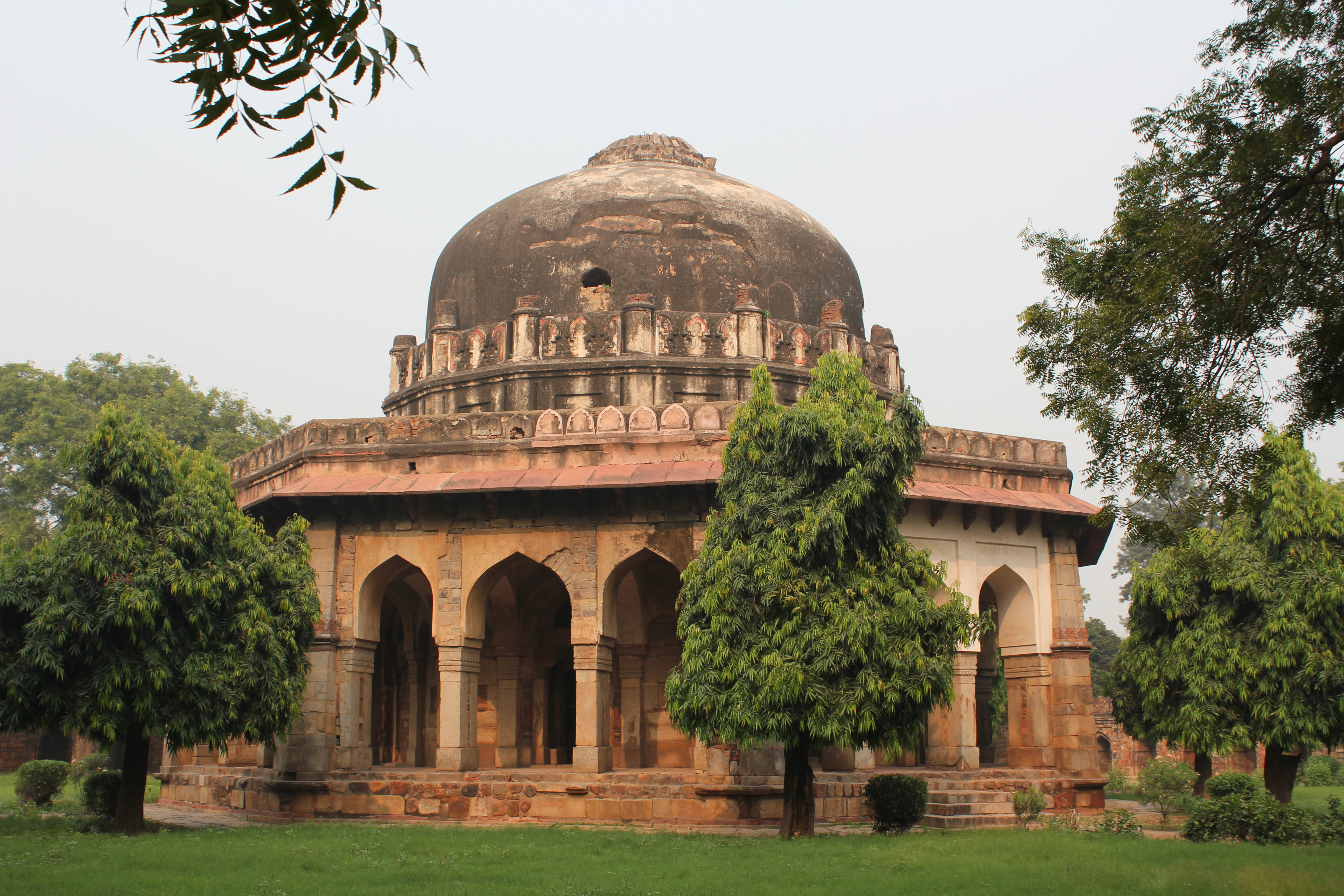
Mausoleum van Sikandar Lodi
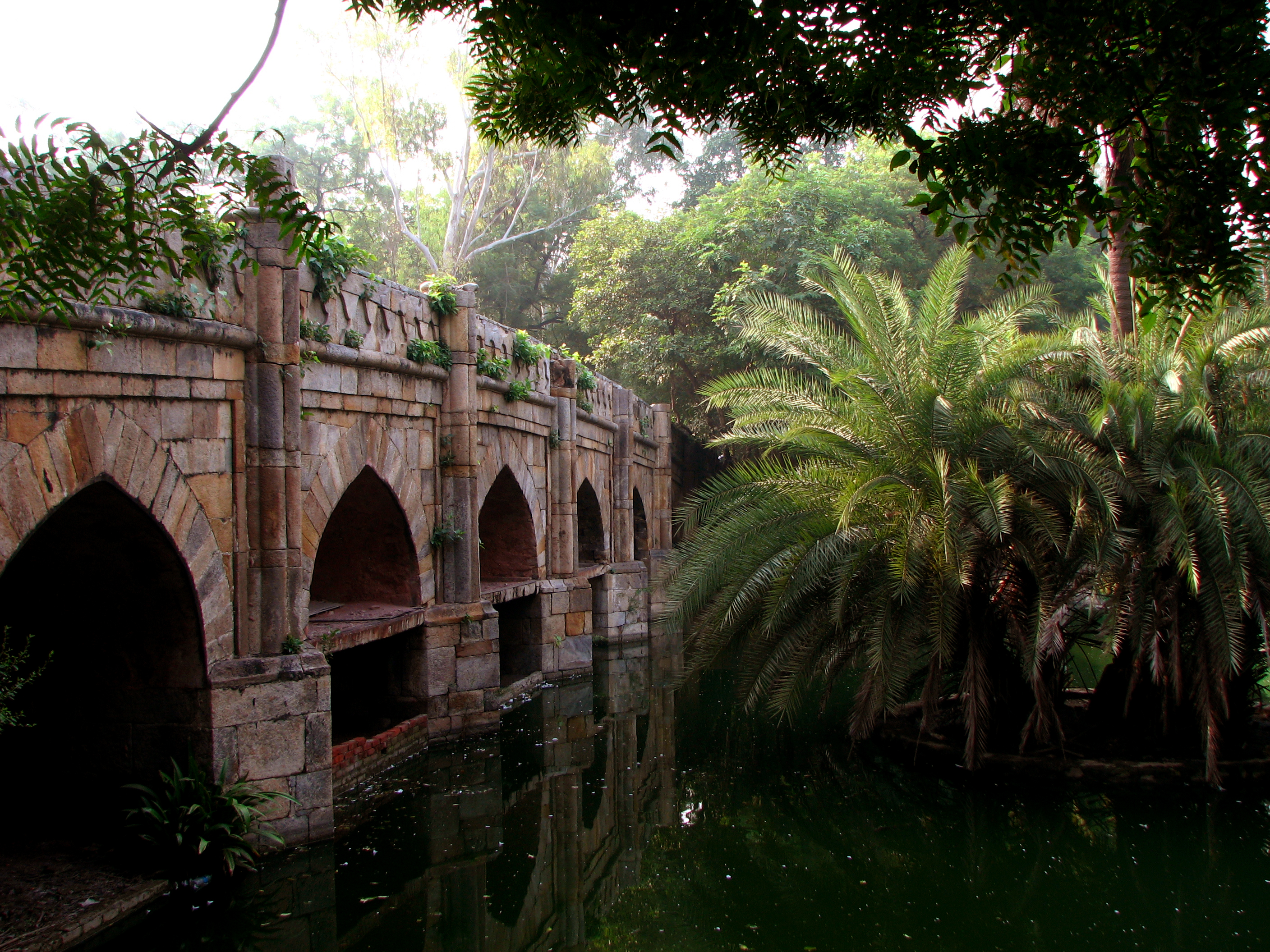
Athpula